# 小説ウィザードリィ 隣り合わせの灰と青春
『小説ウィザードリィ 隣り合わせの灰と青春』（しょうせつウィザードリィ となりあわせのはいとせいしゅん）はベニー松山による日本の小説。コンピュータRPGの古典的名作『ウィザードリィ』第1作である「狂王の試練場」を題材にしている。

## 概要
JICC出版局（現：宝島社）の『ファミコン必勝本』1988年 VOL.5 - VOL.22に連載され、加筆・修正されて1988年11月に同社より単行本が出版された。表紙イラストは末弥純、口絵は品川るみ。連載ならびに単行本の担当編集者は、後にゲームアナリストとして活動する平林久和。1998年12月に集英社スーパーファンタジー文庫に再録。こちらの表紙は緒方剛志。
コンピュータゲームのノベライズとしては最初期の作品。コメディ的な要素を廃し、シリアスな冒険世界が作り上げられている。
またゲーム本編の呪文体系、蘇生や転職などといったシステム面の実際的な解釈・考察を始め、「迷宮制覇が見えてきた猛者でも、グレーターデーモンと遭遇すると潰滅」「終盤になると中位呪文の使い道がなくて余る」「盗賊から転職した忍者が、以前なら見切っていた筈の罠に掛かる」「レベルは充分上がっているのに主要呪文を覚えない」「バンパイアロードは壊呪が弱点だが、自身もよくこの呪文を使う」などといった、ゲーム版のプレイヤーがしばしば遭遇する、極めてリアルなシチュエーションが数多く物語に組み込まれている。
著者のベニーは、本作の後の時代のリルガミンを舞台とする「リルガミンの遺産」を題材とする小説『小説ウィザードリィII 風よ。龍に届いているか』を著している。

## ストーリー
戦に明け暮れる狂王トレボーが治める城塞都市にて、悪の魔術師ワードナはトレボーから絶対無敵の魔法障壁を作り出す「魔除け」を盗み出し、巨大な地下迷宮を築き、モンスターたちを召喚しそこに立てこもってしまった。トレボーは激怒し、軍隊を派遣するも、モンスターのうろつく狭いダンジョンでは軍隊が有効に機能せず、全滅。これに対し、トレボーの参謀・グレブナーグは、冒険者たちを募り、魔除けを奪還したものには多大な褒賞を与えるというお触れを出すことで、事態収拾を立案。これにより、トレボーの城塞には各地から戦士、盗賊、魔術師、僧侶など、様々な冒険者達が集うようになった。そして彼らは今日も迷宮へと向かっていく。
戦士スカルダも、そんな冒険者の一人であった。同じく戦士であるガディ、盗賊のジャバ、僧侶のベリアル、魔法使いのシルバー・サラの6人でパーティーを組み、魔除けを奪還すべく、迷宮の怪物達と戦い、さらに他のパーティーとの激しい競争を繰り広げていた。しかし、そんな最中、魔法使いのシルバーが戦闘で命を落とし、還らぬ人となってしまう。代わりに、全ての呪文をマスターした謎めいた魔法使い・バルカンを新たに仲間に加えるのだが、スカルダとは方向性の違いから対立してしまう。パーティの不和、他のパーティによる妨害工作、そして恐るべき迷宮の罠とモンスター達を切り抜けて、ついにワードナと対峙する。

## 主な登場人物

### 善のパーティー
スカルダ
主人公。人間族の男性。
善（グッド）の戒律のレベル13の戦士であったが、シルバーを失った敗戦をきっかけに自分の力に限界を感じ、侍に転職する。
本作開始時点では、転職したばかりであるためレベルは1。
暦の上での年齢は18歳だが、上記の通り通常の転職を経験しているため、肉体的年齢は5歳分加算され、23 - 24歳となっている。
森の中に育ち、2年前、16歳のときにトレボー城塞に来て冒険者となる。
冒険者となって以降、ジャバとサラとは一貫してパーティを組んでいる。
本作での侍は原作とは違って、ただ魔法使いの呪文を使えると云うだけでなく、「気」を用いた様々な特殊技能を有する剣士、と云う位置付けを為されている。この「特殊技能」とは、具体的には、他者の動きの先読み、装甲度に関わりなく対象を両断する「気の刃」の生成・操作を指す。また、この「気の刃」は、習熟すれば射程はごく短いものの、遠い間合いにある敵すら斬ることができる。本作においては、この技を「居合い」と称する。スカルダはハ・キムのゾンビとの戦いで（無意識に）初めてこの技を使用した。
バルカン（ナックラーヴ）のゾンビとの戦いの後に妖刀「村正」を入手した。
続くグレーターデーモンたちとの戦いで、スカルダが転職するきっかけとなったグレーターデーモンを「居合い」で真っ二つにして本願を果たし、マイルフィックとの最終戦まで戦い抜いた。
エピローグではサラにプロポーズし、サラを連れて故郷の森に向かった。
ガディ
人間族の男性。中立（ニュートラル）のレベル13の戦士。
恵まれた体格を活かして、幼い頃から剣で生計を立ててきた古強者だが、性格は温和で、わりとのんびり屋。
グレーターデーモンに敗れたことはスカルダと同じく衝撃だったようだが、彼とは異なり、転職することなく戦士としての強さを追求し続ける道を選んだ。
放浪の旅の途中、偶然ゴグレグの兄と決闘する羽目になったのがきっかけで、1年前にトレボー城塞へ来て冒険者となり、以来スカルダたちとパーティを組んでいる。そして、マイルフィックとの最終戦まで戦い抜いた。
エピローグでは、一人でいずこかへ旅立っていった。その際、全ての「魔除け」がトレボーの手に渡らないように、その内の一つを持っていった。
ジャバ
人間族の男性で、ラシャの乳兄弟にあたる。
元は中立のレベル13の盗賊で、罠解除の腕では冒険者随一と言われた腕利きであったが、シルバーの死による戦力不足を補うため、マジックアイテム「盗賊の短刀」で忍者に転職する。
盗賊の短刀による特殊な転職方法を用いたため、スカルダと違いレベルは低下していない。肉体的年齢も同様。指先の鋭敏さが大きく失われていることに気付いておらず、宝箱のテレポーターの罠を引き当ててしまい、パーティが各地点に分散してしまった。スカルダたちとの合流後は、マイルフィックとの最終戦まで戦い抜いた。
エピローグでは、迷宮で二年間稼いだ金を持ってラシャと共に故郷の村に戻った。
ベリアル
人間族の男性。善の戒律のレベル13の僧侶。
アルハイムとは同門で、彼の兄弟子に当たる。
本編中、死者に回復術と蘇生術を同時にかけることで確実な蘇生を行うという秘術を披露するが、これは元となるゲームの「 MADI （マディ、回復呪文）を死者に使ってから KADORTO （カドルト、蘇生呪文）をかけると蘇生確率が上がる」という裏技を反映したもの。
1年前からスカルダたちとパーティを組む。そして、マイルフィックとの最終戦まで戦い抜き、アルハイムと力を合わせてラシャを蘇生した。
エピローグでは、アルハイムと共に放浪の旅に出た。
サラ
人間族の女性。中立のレベル12の魔法使い。
美少女魔術師などと呼ばれるほどの際立った美貌の持ち主で、且つ職業にふさわしく優れた頭脳も併せ持つ、才色兼備を地で行く少女。
反面、酒癖が凄まじいまでに悪く、さらに魔法使いなだけに呪文を使って暴れる悪癖までもあり、ギルガメッシュの酒場ではパーティの面々を巻き込んで、たびたび騒ぎを引き起こしている。
そして、マイルフィックとの最終戦まで戦い抜いた。
エピローグではスカルダにプロポーズされ、スカルダと共にスカルダの故郷の森に向かった。
シルバー
人間族の男性。善の戒律のレベル15の魔法使い。老齢だが全レベルの呪文を取得している達人。
1年前からスカルダたちに請われてパーティに入っていた。
彼がグレーターデーモンとの戦いで死に、カント寺院から蘇生失敗による消滅（LOST）を宣告されるところから物語は始まる。しかし、ある理由によりカント寺院は嘘を告げており、実は彼は復活に成功し、存命していた。物語の終盤において、パーティの面々の知らない場面で重要な役割を果たした後、彼らとの劇的な再会を果たし、スカルダたちの知りえなかった真相の一部を話す。
エピローグでは、そのまま城塞都市に残った。
バルカン
悪（イビル）の戒律の魔法使い。レベルは不明だが、魔法使い系の全ての呪文を身に付けた、当節数少ない力量を備えた強者。
常にフードを被っており顔を見せず、黒いローブで全身を覆い隠している。
シルバーの穴を埋める臨時の助っ人として、ジャバがパーティに引き入れた。だが、「全ての呪文を身に付けた魔法使い」という力量だけを考え、戒律を含めた個人の性格を考慮せずにパーティに引き込んだため、戒律が相反するベリアルとスカルダ、とりわけスカルダとは徹底的に相性が合わず、事あるごとに衝突を招いていた。
その正体は、妖刀「村正」の現在の所有者にして、迷宮で戦死したはずのトレボー配下の悪の戒律の侍、ナックラーヴ。
善のパーティーがワードナに共感して「魔除け」を持ち帰らない場合を想定し、独自に「魔除け」を確保するようトレボーからの密命を受けて善のパーティーに潜入している。
ワードナの対転移呪文によって石の中に閉じ込められて死亡したが、グレブナーグの妖術によって、魂が自らの屍に宿るかたちで蘇生した。本人が自らを指して言う様に、「ゾンビに等しい」存在であり、最後は不死族にのみ有効な攻撃呪文・壊呪（ZILWAN）を、バンパイアロードによって浴びせかけられ消滅した。
なお、バルカン（Valcan）の綴りを逆さにするとナックラーヴ（Naclav）になる。

### 悪のパーティー
ゴグレグ
ドワーフ族の男性。悪の戒律のレベル12の戦士。人間並みの身長を持つ（ドワーフ族としては）巨漢。
漆黒の肌と純白の歯を持つ。普段は無口で無愛想極まりないが、時折その歯を見せつつ、ニッと破顔するのがチャームポイント。
ある理由からガディをライバル視しており、マスターレベルに達した暁には彼と果し合いをする約定まで取り付けていた。
グレーターデーモンとの戦いでこの世と魔界を繋ぐ炎に飛び込んでしまい、そのまま魔界の環境に耐え切れずに死亡したと思われていた。しかし、マイルフィックとの最終戦において本体が魔界にあるマイルフィックの弱点である頭の突起物を傷つけてスカルダたちの危機を救った後、笑みを浮かべつつ魔界の炎に巻かれ、消えていった。
ハ・キム
ホビット族の男性。悪の戒律のレベル12の忍者。希少品である「手裏剣」を手に入れるために好んで迷宮の忍者と戦っていたことから「忍者殺し」の異名を持つ。本作の時点では「手裏剣」は彼の手にある。最期は忍者に首を刎ねられた後に頭部をグレーターデーモンに踏み潰された。死後その死体は、フラックによってゾンビとして甦り、バルカンの爆炎（TILTOWAIT）を浴びた上に、スカルダの「居合い」で真っ二つになって停止した。
アルハイム
人間族の男性。レベル12の僧侶。ベリアルの弟弟子であり、元々の戒律は同じく善だったが、彼と袂を分かって後、悪に転向した。
各地の呪術を取り入れた独自の強力な解呪（ディスペル）「紅雷浄化（ジー・ベイル）」を使う。
空刃（LORTO）を使用しながら、瀕死のスカルダに大治（DIALMA）しか使わなかったため、スカルダやサラの不信を買ったが、実はそれは快癒（MADI）を習得していなかったがための、彼の精一杯の虚勢であった。
パーティが壊滅した後、テレポーターの罠に巻き込まれてスカルダやサラと同地点に転移してしまう。以後はスカルダたちと行動を共にして、マイルフィックとの最終戦まで戦い抜いた。そして、ベリアルと力を合わせてラシャを蘇生した。
エピローグでは、ベリアルと共に放浪の旅に出た。
サンドラ
ノーム族の男性。悪の戒律のレベル12の魔法使い。ルードラの双子の兄。最期はルードラと共にグレーターデーモンの大凍（MADALTO）を浴びてしまい、身体が凍結して死亡した。
ルードラ
ノーム族の女性。悪の戒律のレベル12の魔法使い。サンドラの双子の妹。この兄妹はひそひそ話に紛れて不意に呪文を唱えてくることがある。最期はサンドラと共にグレーターデーモンの大凍（MADALTO）を浴びてしまい、身体が凍結して死亡した。
ラシャ
人間族の女性。中立のレベル12の盗賊。ジャバとは乳兄妹の関係に当たる。ジャバを追ってトレボー城塞へやって来たがジャバに追い返され、当てつけのように悪のパーティーに参加している。
ハ・キムたちが死亡した後、テレポーターの罠に巻き込まれてジャバやバルカンと同地点に転移してしまった。転移地点がある部屋でジャバに心情を打ち明け、城塞都市に戻るように説得され一度は承知するが、それでもジャバが心配でワードナの玄室まで歩いていき、ジャバたちと合流した。マイルフィックとの最終戦では、ジャバに襲いかかろうとしているマイルフィックの腕にいち早く気付き、ジャバを突き飛ばして自身が半実体化したマイルフィックの腕を喰らってしまい、心臓が停止して死亡する。しかし、ベリアルとアルハイムが協力し合って蘇生された。
エピローグでは、ジャバに連れられて故郷の村に戻った。

### その他
トレボー
城塞都市の王。侵略戦争を好む攻撃的な性格から「狂王」と称される。迷宮の探索には大規模な軍勢は不向きと知り、少数精鋭の志願者による探索の提案を参謀から受け軍の訓練場を一般開放する。
ワードナ
トレボーから「魔除け」を奪い、魔物が潜む迷宮に立て篭もった大魔法使い。
「魔除け」の製作者。平和を望んで「魔除け」をトレボーの父王に託し、国家平定の助けとするが、父王の死後トレボーが「魔除け」を侵略戦争に使ったことを憂い、「魔除け」を奪った。「魔除け」奪還のために大勢が迷宮に挑むことで、己の肉体から強い力を引き出す者が増え、真の平和を築いていくことを願って悪役を演じている。
実は最初の討伐戦において、ナックラーヴと相討ちになり死亡しているが、生霊と化して「魔除け」に取り憑いて何度でも蘇り、「魔除け」を求める者と戦い続ける。これは、元となるゲームにおいて「魔除け」を所持していなければ何度でもワードナと戦えるという現象に対する本作独自の回答。彼の魂を安らかに眠らせる為、主人公達に依頼されたバンパイア・ロードにより「魔除け」ごと百に分割され（何故、彼が「魔除け」を操作できるかは、短編「不死王」参照）、次世代の冒険者により少しずつ昇魂されることになる。
バンパイアロード
不死族の王でありながらワードナに忠誠を誓い、彼の側近を務める美しき吸血鬼の王。数千年の時を生きているといわれ、倒しても復活するという。
彼がワードナに忠誠を捧げる理由は、次作「風よ。龍に届いているか」において、彼自身の口から語られることとなる。
老エルフ
迷宮の一角に居を構える初老のエルフで大魔法使い。他者を強制転移させる呪文「対転移」（マピロ・マハマ・ディロマト）を使うことができ、自分の部屋に入り込んだ者を容赦なく地上へ転移させる。シルバーと親交があり、その繋がりで善のパーティーとは親しく話をする。
本名をハスターガルといい、北の山に隠れ住んでいた伝説的な魔法使い。ワードナの高弟であり、50年前にワードナとともに超古代の魔術を復活させ「魔除け」を造った。
ナックラーヴ
トレボー近衛隊に所属していた侍。伝説の妖刀「村正」を所持していた。
侍であるにもかかわらず悪の戒律に転じた精神修養の伴わない典型的な剣客。性格は著しく粗暴で残忍。
猛者ぞろいのトレボー近衛隊にあってさえ抜きん出た伝説的な戦闘能力をもっていた。
グレブナーグ
トレボー近衛隊に所属するレベル15の悪の魔法使い。顔面のほとんど全てが奇怪な文様の刺青で覆われていることから、「仮面の魔人」の異名を持つ。
トレボーの軍師として、知略と妖術を以って暗躍する。最期は自身が行った「傀儡の術」の揺り返しをシルバーによってまともに喰らってしまい、消滅した。名前の由来は原作ゲームの開発者であり、ワードナ（Werdna）の名の由来でもあるアンドリュー・グリーンバーグ（Andrew Greenberg）のファミリーネームの逆さ読み。
マイルフィック
約千年前に古代魔法文明を滅ぼした伝説の魔神。
フラック
道化師のような姿をした魔界の住人。その口から炎を吐き、手にした錫杖は触れた部位を石化させる。
その本体は長く伸びる舌状の物体であり、その部位が滅されない限り幾度も復活する。

## 職業
戦士
剣の重さと力で敵を斬る、前衛の職業。パーティの前衛で白兵戦の主力を担う。
盗賊
宝箱の罠を見抜き解除する能力に優れている職業。戦闘力もあるが戦士には遠く及ばない。
僧侶
治癒系呪文・防御系呪文を中心とした系統の呪文体系を修める職業。冒険者は傷を受けることが日常茶飯事であり、また毒に侵される危険もあるため、僧侶の役割は大きい。
魔法使い
攻撃系の呪文を中心とした系統の呪文体系を修める、後衛の職業。パーティの後衛で呪文攻撃の主力を担う。
侍
「気」で敵を斬る、前衛の上級の職業。魔法使いが使う魔法をも使う魔法戦士。ただし魔法の習得速度は魔法使いより遅い。自らの「気」を集中し相手の「気」を読むことで、相手が次に何をしようとしているかを少し前に察知することができる。ただし不死族など呼吸をしていない相手の「気」を読むことはできない。熟達した侍は居合という技を使うことができる。通常は悪の戒律の者がこの職業になることはできない。
忍者
卓越したスピードで敵を切る、前衛の上級の職業。忍者になるための苛酷な訓練で生まれた体は殺戮のための凶器であり、その能力は武具を何も身につけていない状態で十分に発揮される。武器もしくは素手で敵の首を切断する技をもつ。また盗賊ほど熟達していないが宝箱に仕掛けられた罠を解除する能力がある。

## 武具

### 武器
カシナートの剣
いにしえの名匠カシナートの手による剣。いろいろな種類の金属を絶妙な配分で解かしこんだ非常に硬い合金を、限界まで鍛え上げたもの。
真っ二つの剣（ソードオブスラッシング）
カシナートの剣にはやや及ばないものの、それに近い切れ味を持つ魔法剣。通常の長剣に二段階に及ぶ魔法強化を施した逸品。
ゴグレグとジャバが所持している。但し、ゴグレグのそれは通常品とは異なり、彼専用に改めて打ち直され、重さを倍に増す事で威力を倍加させた特注品。
村正
現存する最高の剣であるカシナートの剣を大きく凌駕する破壊力をもつ、侍専用の「刀」。1メートル弱の長さでゆるく弯曲し戦士が使う剣より細い。遠い昔に遥かな異国から持ち込まれた。多くの人の血と怨念を吸っており、妖刀と呼ばれる。最後の所有者はナックラーヴ。本作の時点において所在する場所は不明とされているが、実はゾンビとなったナックラーブが未だ持っており、彼を斃した後にスカルダが新たな所有者となる。
手裏剣
刃渡り20センチメートル弱の忍者のための両刃の短刀（苦無型と呼ばれる）。刀身は極めて鋭く硬い。本作の時点ではその製法を伝える者は非常に稀である。ハ・キムが所持している。
本作中でハ・キムは迷宮内の戦闘で死亡し、その屍はフラックに操られ、「手裏剣」を持ったままスカルダ達に襲い掛かる。ハ・キムはスカルダの「居合」とバルカンの「爆炎」（ティルト・ウェイト）を浴び、活動を停止するが、その後バンパイア・ロード（後のアドリアン）によってハ・キムの所持していた手裏剣は回収され、「小説ウィザードリィII 風よ。龍に届いているか」の時代に彼の手によって受け継がれ、ストーリーの重要アイテムとなる。その作中で描写されている、刀身に残る焼け跡の様な染みとは、上記の戦闘の名残である。
盗賊の短刀（ダガーオブシーブズ）
盗賊用の魔法の武器。秘められた特殊な力を使うことで、盗賊をレベルをそのままに忍者に転職させる希少な品である。

### 防具
忍耐の兜（ヘルムオブハーディネス）
装甲度強化の魔法を一段階施した兜。スカルダの戦士時代からの愛用品。
転移の兜（リングオブムーブメント）
転移（マロール）の呪文を一度だけ行使できる額冠。頭部防具としても優秀な性能を持つ。
呪文行使後は、呪文行使が不可能になるだけでなく、装甲度が低下し通常の兜と変わらなくなってしまう。
ガディとジャバが装備していたが、前者はグレーターデーモンとの初戦の際の緊急脱出時、後者はトレボーの寝室からの脱出時に、それぞれ呪文を使用してしまっている。
悪の鎧（アーマーオブイビル）
強い魔法がかけられた最高級の鎧。事実上、破壊することは不可能といわれる。悪の戒律以外の者には禍をもたらす。ハ・キムが身につけている。
氷の鎖帷子（アーマーオブフレオン）
白銀色に輝く美しい外観を持つ、最高級の鎖帷子。優秀な装甲度を持ち、さらに冷気に対する抵抗能力も併せ持つ。アルハイムが装備している。

## 呪文

### 僧侶の呪文
静寂（モンティノ）
一群の敵の呪文を封じる。
解毒（ラツモフィス）
体内の毒素を除去する。冒険者が魔物から攻撃を受けて毒に侵された場合に有効。酒気を帯びた者から体内のアルコール分を除去することもできる。
恒光（ロミルワ）
冒険者が迷宮にいる間持続する、闇を照らす魔法の光を出す呪文。
大盾（マポーフィック）
地下迷宮探索の間持続する、見えない障壁をパーティ全体に巡らす第4レベルの呪文。パーティの僧侶が第4レベルの呪文を使えるようになると、迷宮に入る際に僧侶がこの呪文をパーティにかけることが探索の定石となっている。
大治（ディアルマ）
傷を治し、生命力を回復する呪文の中では最大の効果をもつ第5レベルの呪文。
快癒（マディ）
死以外のあらゆる症状（麻痺・石化を含む）を治し生命力を全快させる。特に高い段階の麻痺である石化の状態になった者を治すことができる唯一の呪文である。死に瀕した者でも一瞬のうちに全快させることができる。
空刃（ロルト）
第6レベルの攻撃呪文。多数の真空の刃により一群の敵を攻撃する。同レベルに快癒があるためほとんど使われることはない。
還魂（カドルト）
死亡した人間を蘇らせる魔法。常に成功するとは限らない。失敗した場合は死体は灰になる。灰になった状態からもこの魔法をかけて蘇生を試みることができる。灰の状態からの蘇生に失敗した場合は「消滅」（ロスト）して二度と蘇生することはできない。
死言（マリクト）
僧侶呪文の中で最大の威力をもつ広範囲攻撃呪文。範囲内の敵は多方向から連続して打撃を受ける。

### 魔法使いの呪文
仮睡（カティノ）
一群の敵を眠らせる。眠った敵は行動できなくなる。
小炎（ハリト）
第1レベルの攻撃呪文。単体の敵に小さな火球を放ち攻撃する。
暗霧（モーリス）
一群の敵のいる場所に暗闇を発生させ、敵の攻撃回避率を下げる。なお、本作オリジナルの呪文に「バモーリス」があり、こちらは逆に光を発生させる。ミルワよりも持続時間が短いが、ダークゾーンでも有効なのが特徴。
大炎（マハリト）
第3レベルの攻撃呪文。一群の敵に炎の渦をもって攻撃する。威力は小炎の3倍程度。
迅雷（モリト）
一群の敵を電光により攻撃する呪文。大炎と同じ第3レベルに属する。同レベルの大炎と比べて威力が弱いためあまり使われることはないが、多くの生物を怯ませる効果がある。空気中の不純物に発火して火花を散らす。
大凍（マダルト）
第5レベルの攻撃呪文。一群の敵に激しい吹雪をもって攻撃する。
窒息（ラカニト）
第6レベルの攻撃呪文。一定の範囲の空間の酸素を消滅させ範囲内の敵を一瞬のうちに絶命させる。ただし不死族の敵には効果がない。
壊呪（ジルワン）
単体の不死族の敵を破壊する第6レベルの呪文。
爆炎（ティルトウェイト）
第7レベルの攻撃呪文であり、知られている魔法の中で最も強力な威力がある。広範囲の敵に爆発の衝撃波と1000℃以上の炎によって攻撃する。原子核の融合・分解で生まれる高エネルギーを利用する。実際の核反応は異次元空間で行われ、そのエネルギーの一部を現実の空間に転移させる。迷宮に棲む魔物で呪文に抵抗力のないものは、この呪文でほぼ確実に絶命する。
転移（マロール）
術者を含めたパーティを他の場所へ瞬間移動する。一度に6人まで移動可能である。
対転移（マピロ・マハマ・ディロマト）
相手を任意の場所に瞬間移動させる極めて高位の呪文。戦闘時に使うこともでき、相手を迷宮深部の石壁の中に転移させてしまえば、爆炎よりも確実に魔物を全滅させることができる。迷宮の一角に住む老エルフはこの呪文が使える数少ない一人である。

## 地下迷宮の様相
地下1階
冒険者のパーティが最初に足を踏み入れる階層。一定の範囲に「ダークゾーン」と呼ばれる常闇の領域がある。ダークゾーンを越えたところに地下4階まで降りることができる昇降機がある。徘徊する魔物たちは下層のものと比較すると弱く、マスター級の実力をもつ冒険者たちにとっては危険な階層ではない。しかし迷宮で冒険を始めたばかりの者たちにとっては、十分に危険な場所であり、多くの冒険者たちが地下1階の探索から逃げ出したりあるいは戦闘で命を落としている。
地下4階
地下1階から昇降機を使ってこの階層に降りることができる。この階層に地下9階に降りることができる昇降機が設置されている。徘徊する魔物たちはこの階層より上層のものと比較して格段に強くなっている。他の階層と比べて最も多数の冒険者が犠牲になった階層である。
地下10階
迷宮の最下層。7つの領域に分かれている。それぞれの領域の終点に玄室があり魔物の護衛部隊が守っている。各領域の間は転移地帯で一方通行につながっている。このため一本道に近い構造となっている。7番目の領域にワードナがいる。7番目の領域を除く6領域の玄室には、次の領域への転移地帯の他に地下10階の起点に戻る転移地帯も設けられている。これらの転移地帯で地下10階の起点に戻ると、その隣に地上に脱出できる転移地帯がある。地下10階には転移の呪文を妨げる魔法結界がかかっており、地上などから地下10階に直接に転移を使って移動することはできない。逆に地下10階から地上などに転移を使って移動することは可能である。地下10階には地下9階にある穴（シュート）を通ってのみ到達することができる。最下層だけあって、護衛の魔物たちはかなり手強いものたちが揃っている。ワードナと戦うためには計6部隊の各領域の護衛と戦わなければならない。

## 用語
トレボー城塞
狂王トレボーが本拠とする周辺諸国中最大規模の都市。トレボーが住まう天守閣（キングズタワー）を中心として街並みがひろがっており、難攻不落の城塞都市として知られる。敷地内には、冒険者の宿、天守閣、カント寺院、ギルガメッシュの酒場、ボルタック商店、訓練場などがある。
カント寺院
死者の蘇生に重点をおく宗派の総本山。この寺院に高額の寄付をすることにより蘇生を試みてもらえる。ほぼ確実に死者を蘇生できるといわれる。死亡した冒険者の多くがこの寺院に運び込まれる。トレボー城塞で重要な施設の一つ。
消滅（ロスト）
死者が、還魂（カドルト）などの呪文をもってしても、蘇らせることのできない状態になること。一度蘇生に失敗して灰の状態になった死者が二度目の蘇生の試みによっても蘇らなかった場合、消滅してしまう。
冒険者
この小説の文脈において、冒険者とは、狂王トレボーの布令に応じて各地から集まり大魔術師ワードナの迷宮に挑む者をいう。トレボーは布令を出して、ワードナを倒して魔除けを手に入れる冒険者を募った。魔除けを手に入れることのできた冒険者は、トレボーの近衛兵にとりたてられる。冒険者はパーティを結成して迷宮に挑む。冒険者はその職業に応じてパーティ内で役割を遂行する。
転職（クラスチェンジ）
冒険者が冒険の途中に職業を変更すること。この小説の舞台では、転職する方法は2種類ある。一つは転職の道場で特訓を受ける方法であり、もう一つは「盗賊の短刀」という魔法の武器の力を使って盗賊の冒険者が忍者に転職する方法である。詳しくは「転職の道場」「盗賊の短刀」それぞれの説明を参照。
転職の道場
転職をするための場所。転職しようとしている職業に転職できるだけの能力をもっていれば、特訓を受けてその職業の基礎を身につけることができる。道場は、特殊な力場の中にあり時間の進み方が著しく遅くなっている。5年分のカリキュラムがわずか1日で実行される。道場で転職した者は5年ほど老け、筋力・知力など冒険者としての能力も低下し、レベル1になる。能力の低下と老化というデメリットがあるため転職を希望する者は少ない。職業は8種類あり、転職の道場には8人のマスターがいる。

ワードナの地下迷宮
この小説の舞台であり、大魔術師ワードナが魔法の力と配下の魔物たちを使って造り上げた、地下10階に及ぶ地下迷宮。ワードナが召喚した魔物たちが徘徊している。この迷宮が造り上げられた後、トレボーはワードナ討伐隊を差し向けたが魔物たちの前に壊滅している。本作の時点ではトレボーが募った冒険者たちのパーティが迷宮に挑んでいる。
魔除け
非常に強力な魔法の品で、もっている者は並の魔法の品の数倍の速度で傷が癒され、身に着けると魔法障壁によりいかなる攻撃からも身を守る。トレボーはこの魔除けを肌身はなさず持っており、自らが率いる軍隊が敗北することはなく、トレボーは狂王として周辺諸国に恐れられていた。しかしトレボーが持っていた魔除けはワードナに強奪される。ワードナを倒してこの魔除けを手に入れることが、冒険者たちが地下迷宮に挑む目的である。
戒律
この世界に住む人々は、大きく分けて2つの戒律を持つ。「善」（グッド）の戒律の者は、人道を重視し、魔物に対しても情をもって接する。「悪」（イビル）の戒律の者は、自己中心的で魔物に対して容赦しない。善の戒律と悪の戒律のどちらにも属さない、「中立」（ニュートラル）の人々もいる。迷宮には冒険者たちに対して友好的な態度をとる魔物がおり、このため善と悪の双方の戒律の者たちが混在したパーティを結成すると、こうした魔物の扱いをめぐって対立することがある。このため善と悪の戒律が混在したパーティを結成することはほとんどない。しかし状況によっては善と悪の戒律が混在したパーティが組まれることがある。
居合
「気」を制御する侍を職業とする者が使う奥義ともいえる技。自らが発する「気」を刀の切先の一点に集中させ、本来の間合いより長い距離から実体のない「気」の斬撃を放つ。堅固な鎧に身を包んだ相手であっても、「気」の斬撃は鎧を透過して相手の肉体を切断する。受け流すことは不可能な攻撃であり、この「気」の斬撃から防御するには回避するしかないといわれる。素質のある侍であれば経験が浅くとも居合を繰り出すことができる。
解呪（ディスペル）
僧侶の職業にある者であれば誰でももっている能力であり、不死の怪物（アンデッド）を浄化して無力化する。
ダークゾーン
迷宮においてところどころに存在する真暗闇の謎の領域。この領域では冒険者が手にするランプも恒光の呪文も無効化される。
昇降機
魔法によって動く昇降機で、迷宮に設置されている。2箇所に設置されており、それぞれ、地下1階から地下4階、地下4階から地下9階をつなぐ。以前にトレボーが派遣した討伐隊によって強力な魔法の力をもって設置された。相応の実力のある冒険者であれば、この2つの昇降機を使うことで短時間で地下10階に行くことができる。
魔法雲
低い空に黒い雲が非常に速い速度で渦を巻く現象。遠い昔の強大な魔法が発動された際に発生するといわれる。
約50年前にトレボー城塞上空に生じたことがある。これはワードナとハスターガルが「魔除け」を造ったときの魔法発動によるものであった。小説中でも同じくトレボー城塞上空に魔法雲が生じる場面がある。これはグレブナーグによるナックラーヴに対する「傀儡の術」を行っていることに因る。
魔界
地下迷宮を徘徊する悪魔族が本来棲んでいる異次元世界。炎が渦を巻き氷雪が吹きすさんでいるといわれる。この世界に棲むグレーターデーモンやレッサーデーモンなどの悪魔族は時おり「扉」を通じて地下迷宮に出現する。
転移の罠（テレポータ）
宝箱に時おり仕掛けられている罠の一つで転移（マロール）が発動しパーティを一瞬のうちに別の場所へ転移させる。宝箱の罠の中では特に危険な部類に属する。この罠を引き当て運悪く迷宮の石壁の中に転移させられたら、パーティが全滅してしまう。宝箱に仕掛けられる他の罠と同様に、盗賊あるいは忍者であればこの罠の解除を試みることができる。

## 地下迷宮の住人
豚鬼（オーク）
迷宮地下1階を徘徊する小型の人型生物。迷宮に棲む魔物の中では最も弱い部類に属する。マスター級の実力をもつ冒険者たちにとっては脅威ではない。
アンデッドコボルド
迷宮地下1階を徘徊する不死の怪物（アンデッド）。死んだコボルドが邪悪な呪法により仮の生命を与えられたもの。不死の怪物の中では弱い部類に属する。他の不死の怪物と同様に、僧侶の解呪により浄化して無力化することができる。
奇襲者（ブッシュワッカー）
迷宮地下1階に棲むものの中では強い部類に属する敵。金属性の盾と短剣で武装している。冒険者のなれの果てといわれる。
大蜘蛛（ヒュージスパイダー）
迷宮地下4階に棲む1メートル余りの体長の巨大な蜘蛛の魔物。その攻撃には遅効性の毒がある。
グレーターデーモン
迷宮地下10階に出現するかなり高位の悪魔系の魔物。硬く厚い外皮をもち、大凍の呪文を使う。自らにかけられた呪文を無効化する能力をもつ。魔法使いが爆炎の呪文で攻撃したとしてもほぼ無効化するといわれる。
フラック
迷宮地下10階に出現する、緑色の道化服を身につけた小男の姿をした伝承の魔人。老人の顔をしており手には錫杖をもっている。猛炎（ラハリト）を上回る非常に強い威力の炎を吐き、死体に仮の命を与える術を使い、極めて優れた体術をもち、石化や毒などの特殊な攻撃をしかけてくる。生命力もかなりのものである。一度打ち倒しても数日をおいて蘇る。
吸血鬼（バンパイア）
人型生物の不死族であり、不死族の中で最も強い部類に属する。人に似た蒼白い顔をしていて瞳は紅く犬歯が発達している。2レベル分のエナジードレイン（レベル下げ）の攻撃を仕掛けてくる。またその攻撃をうけると麻痺することがある。
魔法使い（メイジ）
もとはただの無法者の集団であったが、ワードナの呪いのローブにより大凍級の呪文を使う。
キメラ
迷宮地下10階に棲む、頭から腹の部分は獅子、後半身は黒山羊の姿をした魔獣。獅子の頭と、背から生えた山羊の頭、尻尾の蛇の頭と、3つの頭をもつ。
レイバーロード
ワードナの配下の戦士たちの頂点に位置する巨体の魔法戦士。激烈な斬撃で冒険者たちに襲いかかる。

## 書籍
- ベニー松山『小説ウィザードリィ 隣り合わせの灰と青春』JICC出版局、1988年、261頁、ISBN 4-88063-494-8
- ベニー松山『小説ウィザードリィ 隣り合わせの灰と青春』集英社スーパーファンタジー文庫、1998年、332頁、ISBN 4-08-613330-X

## 漫画
コミカライズ『魔境斬刻録 隣り合わせの灰と青春』が2022年12月23日より「コミックボーダー」（リイド社）にて連載されている。漫画を担当する稲田晃司が本作をコミカライズした作品である。ベニー松山は原作と監修としてクレジットされている。なお、タイトルから『ウィザードリィ』の名前が外されているのは、企画立ち上げ時期に原作ゲームの権利について相談先が判明しなかった事情によるものであり（ウィザードリィ#版権の所在について を参照）、モンスターのデザインや原作ゲームに関わる固有名詞（施設・装備品・呪文など）も全て本作独自のものに変更されている。
- 稲田晃司（漫画）・ベニー松山（原作・監修） 『魔境斬刻録 隣り合わせの灰と青春』 リイド社〈ボーダーコミックス〉、既刊3巻（2025年2月19日現在）
  1. 2023年10月31日発行（2023年10月25日発売[4]）、ISBN 978-4-8458-6602-1
  2. 2024年4月25日発行（同日発売[5]）、ISBN 978-4-8458-6621-2
  3. 2025年2月19日発売[6]、ISBN 978-4-8458-6779-0

## 関連作品
以下に挙げるベニー松山の著作と共通の世界設定を持つ。
- 『ウィザードリィのすべて』（攻略本） ISBN 4-88063-603-7
- 『不死王』（『ウィザードリィ小説アンソロジー』 ISBN 4-7966-0172-4 所収、『風よ。龍に届いているか 下』 ISBN 4-7893-0121-4 所収）
- 『ウィザードリィCDドラマ1 〜ハースニール異聞〜』
- 『小説ウィザードリィII 風よ。龍に届いているか』 ISBN 4-7966-0831-1、ISBN 4-7893-0120-6、ISBN 4-7893-0121-4
- 『ウィザードリィ外伝II  黄泉の覇王』（画: 池上明子）全二巻 アスキーコミック (1994)